# فهرست کتابخانه‌های آلمان

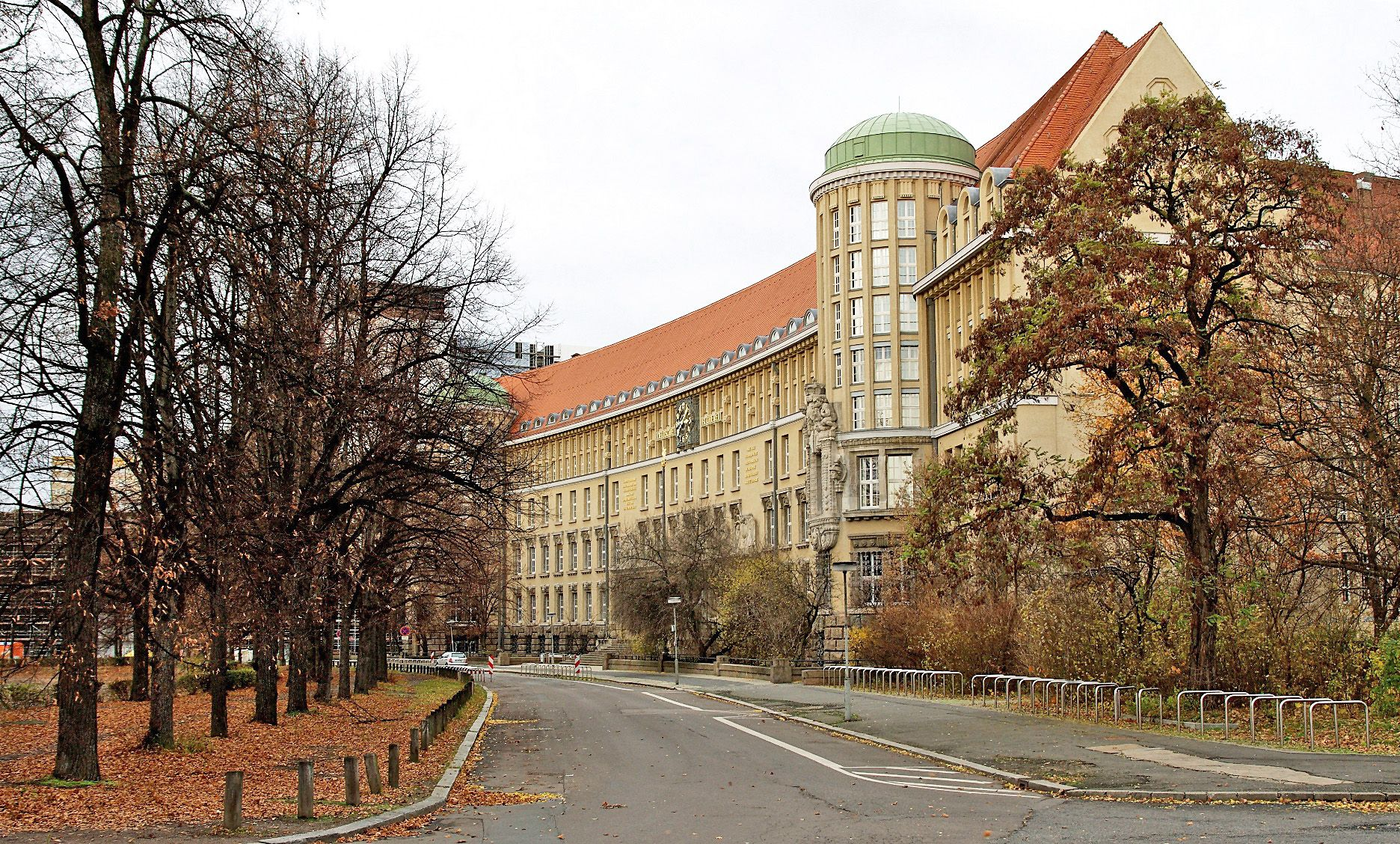
کتابخانه ملی آلمان (DNB)، لایپزیگ

این فهرستی از کتابخانه‌های جمهوری فدرال آلمان است. فهرست بسیار گسترده‌تری در ویکی‌پدیا آلمانی موجود است. حدود ۶۳۱۳ کتابخانه عمومی در آلمان وجود دارد.

## کتابخانه‌های ملی
- کتابخانه ملی آلمان (Deutsche Nationalbibliothek؛ شامل مجموعه چاپ‌های آلمانی (Sammlung Deutscher Drucke))، فرانکفورت آم ماین و لایپزیگ
- کتابخانه ملی اقتصاد آلمان (Deutsche Zentralbibliothek für Wirtschaftswissenschaften)، کیل و هامبورگ
- کتابخانه ملی پزشکی آلمان (Deutsche Zentralbibliothek für Medizin)، کلن
- کتابخانه ملی علم و فناوری آلمان (Technische Informationsbibliothek)، هانوفر

## کتابخانه‌های دولتی و منطقه‌ای
- کتابخانه ایالتی بادن (Badische Landesbibliothek)، کارلسروهه
- کتابخانه ایالتی بامبرگ (Staatsbibliothek Bamberg)، بامبرگ
- کتابخانه ایالتی باواریا (Bayerische Staatsbibliothek)، مونیخ
- کتابخانه دولتی برلین (Staatsbibliothek zu Berlin)، برلین
- کتابخانه مرکزی و منطقه ای برلین، کتابخانه ای برای شهر و ایالت برلین
- کتابخانه دولتی و دانشگاه گوتینگن (Niedersächsische Staats- und Universitätsbibliothek Göttingen)، گوتینگن
- آرشیو تصویر میراث پروس (Bildarchiv Preußischer Kulturbesitz)، برلین
- دانشگاه زارلند و کتابخانه ایالتی (Saarländische Universitäts- und Landesbibliothek)، زارلند[۲]
- کتابخانه ایالتی ساکسون (Sächsische Landesbibliothek)، درسدن
- کتابخانه ایالتی وورتمبرگ (Württembergische Landesbibliothek)، اشتوتگارت

## کتابخانه‌های شهر
- کتابخانه عمومی براونشوایگ (Stadtbibliothek Braunschweig)، براونشوایگ
- کتابخانه عمومی کلن (StadtBibliothek Köln)، کلن
- کتابخانه عمومی اشتوتگارت (Stadtbücherei Stuttgart)، اشتوتگارت
- کتابخانه شهر برلین (Stadtbibliothek Berlin)، برلین

## فهرست کتابخانه‌های شهر راینلند-فالتز
- کتابخانه شهر کوبلنز (Stadtbibliothek Koblenz), Koblenz[۳]
  - کتابخانه مرکزی (Zentralbibliothek Koblenz)
  - کتابخانه ناحیه کوبلنز-هورخهایم (Stadtteilbücherei Horchheim)
  - کتابخانه ناحیه کوبلنز-کارتاوز (Stadtteilbücherei Karthause)
  - کتابخانه ناحیه کوبلنز-فافندورفر-هوه (Stadtteilbücherei Pfaffendorfer-Höhe)
- کتابخانه شهر لودویگشافن (Stadtbibliothek Ludwigshafen)، لودویگشافن
- کتابخانه شهر ماینز (Stadtbibliothek Mainz)، ماینتس
- کتابخانه عمومی تریر (Stadtbibliothek Trier)، تریر
- Worms City Library (Stadtbibliothek Worms), Worms[۴]

## کتابخانه‌های تخصصی
- کتابخانه یادبود آمریکایی (Amerika-Gedenkbibliothek)، برلین
- کتابخانه هنر برلین (Kunstbibliothek Berlin)، بخشی از موزه‌های دولتی برلین
- دویچه فوتوتک، یک کتابخانه تصویری در درسدن، زاکسن
- کتابخانه دوشس آنا آمالیا، وایمار، تورینگن
- کتاب گوتفرید ویلهلم لایبنیتس، هانوفر
- کتابخانه آلمانی اسپرانتو، آلن، بادن-وورتمبرگ
- کتابخانه مرکزی آلمان برای نابینایان (Deutsche Zentralbücherei für Blinde)، لایپزیگ
- کتابخانه هرتزوگ اوت، ولفنبوتل، نیدرزاکسن
- کتابخانه فردریش نیچه (نیچه-آرشیو)، وایمار، تورینگن
- کتابخانه ایالتی لیپ، دتمولد، نوردراین-وستفالن
- موناسنسیا، مونیخ، بایرن
- کتابخانه فوق‌العاده در وتسلار، وتسلار، هسن
- کتابخانه فیلاتلی هامبورگ (Philatelistische Bibliothek)، هامبورگ
- کتابخانه مؤسسه یونسکو برای یادگیری مادام العمر، هامبورگ
- کتابخانه مجازی موسیقی‌شناسی (Virtuelle Fachbibliothek Musikwissenschaft)، مونیخ، بایرن
- کتابخانه آلمان غربی برای نابینایان (Westdeutsche Blindenhörbücherei)، مونستر، نوردراین-وستفالن
- Zeno.org، یک کتابخانه دیجیتال آلمانی

## کتابخانه‌های آلمان در خارج از کشور
- مؤسسه Kunsthistorisches در فلورنز، فلورانس، ایتالیا
- Bibliotheca Hertziana – مؤسسه ماکس پلانک برای تاریخ هنر، رم، ایتالیا
- کتابخانه مؤسسه تاریخی آلمان، رم، ایتالیا
- کتابخانه مؤسسه تاریخی آلمان، پاریس، فرانسه
- کتابخانه مؤسسه تاریخی آلمان، لندن، انگلستان
- کتابخانه مؤسسه تاریخی آلمان، واشینگتن، دی سی، ایالات متحده آمریکا
- کتابخانه مؤسسه تاریخی آلمان، ورشو، لهستان
- کتابخانه مؤسسه تاریخی آلمان، مسکو، روسیه
- کتابخانه‌های انستیتو گوته (۹۵ مکان)[۵]

## کتابخانه‌های سابق در آلمان
- Bibliotheca Palatina، مهم‌ترین کتابخانه رنسانس آلمان، هایدلبرگ
- کتابخانه سینگاکادمی برلین، در سال ۱۹۴۵ غارت شد و از سال ۲۰۰۰ به‌طور موقت در کتابخانه دولتی برلین نگهداری شد.
- کتابخانه عمومی Königsberg در Königsberg، پروس شرقی
- کتابخانه دولتی و دانشگاه کونیگزبرگ در کونیگزبرگ، پروس شرقی

## انجمن‌های کتابخانه
- انجمن بین‌المللی کتابخانه‌های دانشگاه فناوری، دوسلدورف